# Wainia
Wainia is een geslacht van vliesvleugelige insecten van de familie Megachilidae.

## Soorten
- W. albobarbata (Cockerell, 1937)
- W. algoensis (Brauns, 1926)
- W. braunsi (Peters, 1984)
- W. consimilis Tkalcu, 1980
- W. elizabethae (Friese, 1909)
- W. eremoplana (Mavromoustakis, 1949)
- W. forficulina (Cockerell, 1921)
- W. guichardi (van der Zanden, 1991)
- W. lonavlae Tkalcu, 1980
- W. sakaniensis (Cockerell, 1936)